# Цигер, Здено
Здено Цигер (словац. Zdeno Cíger; 19 октября 1969, Мартине, Чехословакия) —  чехословацкий,  словацкий хоккеист, нападающий. Трёхкратный бронзовый призёр чемпионатов мира. С 2015 по 2017 год был главным тренером сборной Словакии по хоккею.

## Биография
Здено Цигер всю свою карьеру провёл в словацких клубах «Дукла Тренчин» и «Слован Братислава», а также в командах НХЛ «Нью-Джерси Девилз», «Эдмонтон Ойлерз», «Нью-Йорк Рейнджерс» и «Тампа-Бэй Лайтнинг». Цигер 4 раза становился чемпионом словацкой Экстралиги.
Помимо клубов он успешно играл за сборные  Чехословакии — ЧМЕ 1989 и 1990 (20 игр, 7 голов), Кубок Канады 1991 (5 игр) и Словакии — ЧМ 1995(В) (7 игр, 7 голов), 1996 - 99, 2001, 2003 (33 игр, 8 голов), Кубок мира 1996 (3 игры, 1 гол), ЗОИ  1998 ( 4 игры, 1гол)   . Трижды выигрывал бронзу чемпионатов мира. Завершил карьеру после окончания сезона 2005/06. Сразу после окончания игровой карьеры стал тренером. Дважды приводил братиславский «Слован» к золотым медалям словацкого чемпионата.
2 августа 2014 года был принят в Зал славы словацкого хоккея. С 2015 по 2017 год был главным тренером сборной Словакии по хоккею.

## Достижения

### Командные

#### Игрок
Чемпион мира 1995 (группа B)
 Чемпион Словакии 1998, 2000, 2003 и 2005
 Серебряный призер чемпионата Европы среди юниоров 1987
 Серебряный призер чемпионата Чехословакии 1989 и 1990
 Серебряный призер чемпионата Словакии 1995 и 1999
 Серебряный призер чемпионата Европы 1989
 Бронзовый призёр чемпионатов мира 1989 и 2003
 Бронзовый призер чемпионата мира и Европы 1990
 Бронзовый призёр молодёжного чемпионата мира 1989
 Бронзовый призёр чемпионата Словакии 2001 и 2004

#### Тренер
Чемпион Словакии 2007 и 2008

### Личные
- Медаль Президента Словацкой Республики (14 мая 2003 года)[3]
- Лучший новичок чемпионата Чехословакии 1989
- Лучший хоккеист Словакии 1997
- Лучший нападающий Словакии 1998 и 1999
- Лучший ассистент чемпионата Словакии 2004 (38 передач)
- Лучший ассистент плей-офф чемпионата Словакии 2005 (15 передач)
- Лучший тренер Словакии 2008
- Член зала славы словацкого хоккея (c 02.08.2014 г.)

## Статистика
- Чемпионат Чехословакии — 113 игр, 91 очко (40+51)
- Чемпионат Словакии — 444 игры, 528 очков (200+328)
- Сборная Чехословакии — 43 игры, 13 шайб
- Сборная Словакии — 106 игр, 34 шайбы

- НХЛ —  (Чемпионат)- 352 игр, 228 очков (94+134), -54 (+/-).
- НХЛ —  (Кубок Стэнли) 13 игр, 8 очков (2+6) , -1 (+/-).
- АХЛ — 8 игр, 9 очков (5+4)
- Евролига — 30 игр, 35 очков (13+22)
- Континентальный кубок — 3 игры, 3 очка (2+1)
- Всего за карьеру — 1112 игр, 403 шайбы